# Bagitto
Le bagitto était le dialecte judéo-italien parlé par les Juifs de Livourne (Livorno).

Il s'agit d'un mélange entre la langue judéo-livournaise, avec une base très proche du toscan vernaculaire, et les influences espagnole et catalane, portugaise, hébraïque, arabe, avec des traces de grec, de turc et de yiddish. 
Le dialecte déclina avant le milieu du XXe siècle. 